# 오하타촌 (사이타마현)
오하타촌(大幡村)은 사이타마현의 북부, 오사토군에 속했던 촌이다. 현재의 구마가야시에 해당한다.
농업이 주된 산업이었다. 
촌장은 시미즈 가문 출신으로, 특히 시미즈 고사쿠는 시부사와 에이이치와도 친분이 있었다. 그 외 나라의 야마시타 가문, 미나미가와라(南河原)의 무쿠타 가문과도 친분이 있었으나, 편입 합병으로 직을 그만두었다.

## 역사
- 1889년 4월 1일 - 정촌제 시행에 수반해 오사토군 오하타촌이 성립하였다.
- 1923년 4월 1일 - 구마가야시에 편입해 소멸하였다.